# Alcamo Diramazione vasútállomás
Alcamo Diramazione vasútállomás egy vasútállomás Olaszországban, Szicília régióban, Trapani megyében, Alcamo településen. Forgalma alapján az olasz vasútállomás-kategóriák közül az ezüst kategóriába tartozik.

## Vasútvonalak
Az állomást az alábbi vasútvonalak érintik:
- Piraineto–Trapani-vasútvonal
- Alcamo Diramazione–Castelvetrano–Trapani railway